# Torben Larsen (professor)
Torben Larsen (født 08.07.1964) er professor ved Institut for Elektroniske Systemer, Aalborg Universitet, hvor han også er prodekan. Hans forskningsområde er elektroniske kredsløb, signaler og systemteori. Han er uddannet civilingeniør i elektroteknik fra Aalborg Universitet (1988) og i 1998 blev han Dr.techn. i kredsløb og systemteori ligeledes ved Aalborg Universitet.

## Karriere
Fra 1988 til 1996 var Torben Larsen Research Fellow og fra 1997 til 2001 var han lektor ved Aalborg Universitet. Fra 1999 til 2001 arbejdede han som senior ingeniør ved Bosch Telecom og Siemens Mobile Phones. I 2001 blev han professor ved Aalborg Universitet, hvor han har ledet flere forskningsprojekter med industrien og andre universiteter. Fra 2015 til 2016 var han prodekan for Det Ingeniør- og Naturvidenskabelige Fakultet og har siden 2017, da fakultet blev opdelt, været prodekan for Det Tekniske Fakultet for IT og Design.  

Han er forfatter eller med-forfatter til over 130 peer-reviewed tidsskriftartikler og konferenceoplæg og har desuden bidraget til fire internationalt publiceret bøger.  

## Hæder
Torben Larsen har modtaget en række hædersbevisninger igennem sin karriere:
- 2018: Ridder af Dannebrogordenen[5]
- 2016-: Danish representative of the Executive Committee on the NORDTEK PhD Network.
- 2013: Teacher of the year 2013 award fra Aalborg Universitet og derved modtager af Det Obelske Familiefonds Undervisningspris[6]
- 2012: Teacher of the year 2012 award fra studienævn på Institut for Elektroniske Systemer, Aalborg Universitet
- 2012: Teacher of the year 2012 award fra Det Ingeniør- og Naturdvidenskabelige Fakultet, Aalborg Universitet
- 2007 & 2012: Member of an international evaluation panel at DTU-Elektro.
- 2012-2016: Danish delegate of ESA's Joint Board on Communications Satellite Program.
- 2011-2016: Ph.D. Study Director (Technology and Science).
- 2009: NVIDIA Equipment Award.
- 2007-: Medlem af Akademiet for de Tekniske Videnskaber (ATV)[2]
- 2005-: Reviewer for the Academy of Finland.
- 2005-2010: Member of The Danish Research Council for Technology and Production Sciences (FTP), Vice-chairman 2009-2010.
- 2004-: Senior Member of IEEE.
- 1999: Spar Nord Fondens Forskningspris (250,000 DKK)[7][8]
- Reviewer for the hollandsk, belgisk og fransk forskningsråd af flere omgange.